# José Rojas Rojas
José Rojas Rojas (ur. 18 sierpnia 1956 w Cebu) – filipiński duchowny rzymskokatolicki, od 2009 biskup Libmanan.

## Życiorys
Święcenia kapłańskie otrzymał 29 marca 1981 i został inkardynowany do archidiecezji Caceres. Po kilku latach pracy w charakterze wikariusza został wykładowcą archidiecezjalnego seminarium, zaś w 1989 objął funkcję jego rektora. W 1998 mianowany proboszczem w Naga City oraz wikariuszem generalnym.
25 lipca 2005 został prekonizowany biskupem pomocniczym Caceres ze stolicą tytularną Idassa. Sakry biskupiej udzielił mu 15 września 2005 abp Antonio Franco.
19 maja 2008 został mianowany prałatem terytorialnym Libmanan, zaś 25 marca 2009, w wyniku podniesienia prałatury do rangi diecezji, został jej pierwszym ordynariuszem.